# デヴィッド・コノリー
デイヴィッド・ジェイムズ・コノリー（David James Connolly, 1977年6月6日 - ）は、イングランド・ブレント・ロンドン特別区ウィレスデン出身の元サッカー選手、元アイルランド代表。現役時代のポジションはセンターフォワード。
プレミアリーグのウィガン・アスレティックFC、サンダーランドAFCを含めイングランドの様々なクラブを渡り歩いた他にも、フェイエノールト、SBVエクセルシオールといったオランダの2クラブでもプレーした経験を持つ。代表としては、イングランドで生まれ育ったが、アイルランド代表を選択しており、2002 FIFAワールドカップに出場している。

## 来歴

### クラブ

#### ワトフォード
1994年にワトフォードFCの下部組織を経て、グレン・ローダー監督率いる同クラブのトップチームからプロキャリアを開始する。翌1995-96シーズンは、低迷するチームにあって、1996年4月13日のポート・ヴェイルFC戦でプロ初得点を含むハットトリックを達成すると、23日のグリムズビー・タウンFC戦でもハットトリックを達成する等で終盤の6試合で8得点を記録したが、チームを救済するまでに至らず、ディビジョン2 (3部) へと降格した。1996年12月9日、FAカップのアシュフォード・タウンFC戦で途中出場から14分の間にハットトリックを記録した。

#### オランダ
1996-97シーズン終了後、アイルランド代表の先輩であるナイアル・クインから、クインが所属するサンダーランドAFCへの移籍を薦められたが、UEFAチャンピオンズリーグでのプレーを夢見た為、1997年に自由契約でエールディヴィジ (オランダ1部) のフェイエノールトと4年契約を締結した。しかし、開幕から6試合目まで出番が訪れず、9月下旬にフィテッセ戦で初得点を挙げるも、以降は再び出場機会を得るのに苦労していた。レオ・ベーンハッカー監督交代後はチャンスが与えられ、FCトゥウェンテ戦で途中出場からリーグ戦2得点目にして決勝点を挙げるプレーを見せたが、またしても出場に恵まれなかったことで、1998年8月にディビジョン1 (2部) のウルヴァーハンプトン・ワンダラーズFC、1999年からはエールステ・ディヴィジ (オランダ2部) のSBVエクセルシオールへそれぞれ貸し出された。ウルヴァーハンプトンでは、ロビー・キーンとコンビを組み、1998年11月のブリストル・シティFC戦において4得点を挙げるも、シーズン全体では32試合6得点と印象を残すことは出来なかった。だが、エクセルシオールでは、1999-2000シーズンに得点王 (29得点) に輝いており、翌2000-01シーズンもエクセルシオールに滞在することになったが、15試合13得点と昨シーズン同様に得点力の高さを見せつけると、2000年12月にフェイエノールトに呼び戻された。
期限付き移籍から復帰したフェイエノールトでは、アヤックスとのデ・クラシケルでの2得点を含む5得点を記録。2000-01シーズン終了後、クラブから契約更新の提案があったが、自身の求める賃金と開きがあった為に退団すると、自由契約選手となったコノリーにAZアルクマールとローダJCの2クラブからオファーをされ、最終的にアイルランド代表で共にプレーするケニー・カニンガムの推薦もあり、2001年7月にディビジョン1のウィンブルドンFCと3年契約を締結した。しかし、AZアルクマールから、ウィンブルドンFCとの契約前に3年契約で口頭合意していたと主張され、更にオランダサッカー協会からは、新クラブでプレーすることを禁止が言い渡され、一時暗礁に乗り上げていた。7月27日にウィンブルドンFCでプレーすることが正式に決定した。

#### ウィンブルドンFC、ウェストハム
ウィンブルドンでエースとして、リーグ戦63試合42得点を記録。特に2002-03シーズンは、主将のニール・シッパリーとのコンビで24得点を挙げており、その活躍にプレミアリーグのクラブからオファーがあったものの、2003年8月1日、プロキャリアを開始した時の監督だったローダー監督が率いるウェストハム・ユナイテッドFCと移籍金28万5000ポンドで合意した。初出場を飾ったプレストン・ノースエンドFCとの開幕戦では、移籍濃厚だったジャーメイン・デフォーの残留に加え、期限付き移籍で加入したニール・メラーの存在から控えでのスタートとなったが、メラーとの交代出場した8分後に決勝点を挙げてチームを勝利に導いた。その後、デフォーやメラー、更にボビー・ザモラ、マーロン・ヘアウッド、ブライアン・ディーンといった多くの選手とのポジション争いを繰り広げながら、最終的に公式戦48試合14得点を記録した。2004年5月のクリスタル・パレスFCとの昇格プレーオフ決勝戦がウェストハムでの最後の試合となった。

#### レスター、ウィガン
2003-04シーズン終了後、かつてアイルランド代表で師事したミック・マッカーシー監督が率いるサンダーランドからオファーをされるも、2004年7月20日にポール・ディコフの後釜として、移籍金50万ポンドでレスター・シティFCと3年契約を締結する。レスターでチーム最多の得点源として活躍し、翌2005-06シーズンもストーク・シティFC戦でハットトリックを挙げる等、好調を見せていたところ、2005年8月31日に移籍金200万ポンド（インセンティブ最大300万ポンド）でプレミアリーグのウィガン・アスレティックFCに引きぬかれ、3年契約で合意した。初出場を飾ったウェスト・ブロムウィッチ・アルビオンFC戦において初得点を挙げ、早速結果を残したが、ジェイソン・ロバーツとアンリ・カマラの牙城を崩せず、また、2006年1月10日にアーセナルFCとのフットボールリーグカップにおいて、ハムストリングを負傷したことでシーズンの大半を棒に振り、昇格組ながら10位と好調なチームにあまり影響を与えることが出来なかった。

#### サンダーランド
2006年8月31日、旧知のロイ・キーンが監督を務め、過去に2度誘われたサンダーランドAFCと移籍金190万ポンド、3年契約で加入する。サンダーランドでも負傷に悩まされながら、11月18日のコルチェスター・ユナイテッドFC戦で初得点を挙げて以降、12月9日のルートン・タウンFC戦の決勝点、16日のバーンリーFC戦の同点弾といった重要な得点を挙げており、チームはターンオーバー制を敷き、ストライカーの布陣は流動的であったが、チーム最多の13得点を挙げて、リーグ優勝及びプレミアリーグへの昇格に貢献した。だが、2007-08シーズン、特に2008年1月以来、鼠径部の度重なる問題から出場機会を得ることが出来ず、2009年5月28日に退団となった。

#### サウサンプトン
自由契約選手となった後、暫くの間所属先が見つからなかったが、ウィンブルドンFC時代に師事したアラン・パーデュー監督率いるサウサンプトンFCでの3週間の練習を経て、2009年10月8日に同クラブと2009-10シーズン終了までの契約で移籍した。パーデュー監督が4-5-1のフォーメーションを採用しており、1トップのレギュラーにリッキー・ランバートを据えていたことで、初出場を飾ったオールダム・アスレティックAFC戦、次のミルトン・キーンズ・ドンズFC戦と途中出場だったが、それぞれ得点を挙げてアピールしていった結果、11月6日のブリストル・ローヴァーズFCとのFAカップで先発の座を掴み、そして2得点を挙げた。その後、レギュラーと言えないながらも、20試合7得点を記録したのが評価され、2010年7月6日に契約を1年延長することに成功すると、2010-11シーズンは、負傷の影響から17試合4得点と前シーズンより結果を残せずにいたが、クラブから新たな契約を提示され、2011-12シーズン終了までの1年延長した。2011-12シーズンは、リーズ・ユナイテッドAFC戦を皮切りにバーンズリーFC戦、イプスウィッチ・タウンFCと開幕戦から3試合連続で得点を挙げ、8月27日のレスター戦でも得点を挙げてリーグ戦5試合4得点と近年の不振を感じさせない結果を残していた。しかし、2012年1月の冬の移籍市場でビリー・シャープと李忠成が加入した影響から定位置を掴むのに苦労し、最終的に先発出場試合11試合にとどまり、2012年5月19日にシーズン終了に伴って退団することが発表された。

#### ポーツマス、AFCウィンブルドン
2012年12月31日にポーツマスFCと1ヶ月の契約で合意する。翌日のスウィンドン・タウンFC戦で初出場を飾る。2月26日のミルトン・キーンズ・ドンズ戦で初得点を挙げると、次のクルー・アレクサンドラFC戦でも得点し、更にその次のベリーFC戦では2得点を挙げたコノリーは、チームのフットボールリーグ2 (4部) への降格を防ぐことが出来なかったが、17試合7得点と一定の結果を残したことで契約を2年延長することに成功した。翌2013-14シーズンは、9月下旬からガイ・ウィッティンガム監督を支える選手兼任コーチに就任。だが、リッチー・バーカー監督就任以降は構想外となり、2014年1月31日に同シーズン終了までの期限でオックスフォード・ユナイテッドFCへ貸し出された。2月1日のAFCウィンブルドン戦で初出場及び初得点を記録した。
期限付き移籍復帰後もポーツマスで出場機会を得られなかった為、2015年1月15日に双方合意でクラブと契約解除し、同日に同カテゴリーのAFCウィンブルドンに移籍した。2月21日のルートン・タウン戦で初得点を挙げる。8試合 (途中出場6試合) 1得点を挙げた後、体力の限界を感じたコノリーは、ウィンブルドンFC時代に共にプレーしたニール・アドリー監督との会談の末、2015年3月8日に37歳で現役引退することを発表した。

### 代表
イングランドで生まれ育つも、両親がアイルランド出身だったことから、1996年5月のポルトガルとの親善試合に向け、アイルランド代表に初招集され、初出場を飾る。同年のen:1996 U.S. Cupにおいて、アメリカ戦、メキシコ戦でそれぞれ1得点挙げた後、1997年5月22日の1998 FIFAワールドカップ・ヨーロッパ予選のリヒテンシュタイン戦で12分間にハットトリックを達成し、初出場から5試合5得点とした。同予選では、アイスランド戦でも得点を挙げる等でプレーオフ進出に貢献したが、ベルギーとの第2戦において、1点差を追いかける中、途中出場から約10分後にヘルト・ヴェルハイエンを蹴ったことでレッドカードによる一発退場処分となり、チームは1998 FIFAワールドカップ出場を逃した。

## 個人成績
出典:
| 所属クラブ                  | シーズン         | リーグ                 | リーグ | リーグ | カップ | カップ | リーグカップ | リーグカップ | 合計  | 合計 |
| 所属クラブ                  | シーズン         | 所属リーグ             | 出場   | 得点   | 出場   | 得点   | 出場         | 得点         | 出場  | 得点 |
| --------------------------- | ---------------- | ---------------------- | ------ | ------ | ------ | ------ | ------------ | ------------ | ----- | ---- |
| ワトフォード                | 1994-95          | ディビジョン1          | 2      | 0      | 1      | 0      |              |              | 3     | 0    |
| ワトフォード                | 1995-96          | ディビジョン1          | 11     | 8      | 1      | 0      |              |              | 12    | 8    |
| ワトフォード                | 1996-97          | ディビジョン2          | 13     | 2      | 2      | 4      | 1            | 0            | 16    | 6    |
| ワトフォード                | 合計             | 合計                   | 26     | 10     | 4      | 4      | 1            | 0            | 31    | 14   |
| フェイエノールト            | 1997-98          | エールディヴィジ       | 10     | 2      |        |        |              |              | 15[a] | 2    |
| フェイエノールト            | 2000-01          | エールディヴィジ       | 15     | 5      |        |        |              |              | 15    | 5    |
| フェイエノールト            | 合計             | 合計                   | 25     | 7      |        |        |              |              | 30    | 7    |
| ウルヴァーハンプトン (loan) | 1998-99          | ディビジョン1          | 32     | 6      | 1      | 0      | 2            | 0            | 35    | 6    |
| エクセルシオール (loan)     | 1999-2000        | エールステ・ディヴィジ | 32     | 29     |        |        |              |              | 32    | 29   |
| エクセルシオール (loan)     | 2000-01          | エールステ・ディヴィジ | 16     | 13     |        |        |              |              | 16    | 13   |
| ウィンブルドンFC            | 2001-02          | ディビジョン1          | 35     | 18     | 2      | 0      | 1            | 0            | 38    | 18   |
| ウィンブルドンFC            | 2002-03          | ディビジョン1          | 28     | 24     | 2      | 0      | 0            | 0            | 30    | 24   |
| ウィンブルドンFC            | 合計             | 合計                   | 63     | 42     | 4      | 0      | 1            | 0            | 68    | 42   |
| ウェストハム                | 2003-04          | ディビジョン1          | 39     | 10     | 4      | 2      | 2            | 2            | 48[b] | 14   |
| ウェストハム                | 合計             | 合計                   | 39     | 10     | 4      | 2      | 2            | 2            | 48    | 14   |
| レスター                    | 2004-05          | チャンピオンシップ     | 44     | 13     | 5      | 0      | 0            | 0            | 49    | 13   |
| レスター                    | 2005-06          | チャンピオンシップ     | 5      | 4      | 0      | 0      | 0            | 0            | 5     | 4    |
| レスター                    | 合計             | 合計                   | 49     | 17     | 5      | 0      | -            | -            | 54    | 17   |
| ウィガン                    | 2005-06          | プレミアリーグ         | 17     | 1      | 1      | 1      | 3            | 1            | 21    | 3    |
| ウィガン                    | 2006-07          | プレミアリーグ         | 2      | 0      | -      | -      | -            | -            | 2     | 0    |
| ウィガン                    | 合計             | 合計                   | 19     | 1      | 1      | 1      | 3            | 1            | 23    | 3    |
| サンダーランド              | 2006-07          | チャンピオンシップ     | 36     | 13     | 1      | 0      | 0            | 0            | 37    | 13   |
| サンダーランド              | 2007-08          | プレミアリーグ         | 3      | 0      | 1      | 0      | 1            | 0            | 5     | 0    |
| サンダーランド              | 2008-09          | プレミアリーグ         | 0      | 0      | 0      | 0      | 0            | 0            | 0     | 0    |
| サンダーランド              | 合計             | 合計                   | 39     | 13     | 2      | 0      | 1            | 0            | 42    | 13   |
| サウサンプトン              | 2009-10          | リーグ1                | 20     | 5      | 1      | 2      | -            | -            | 23[c] | 7    |
| サウサンプトン              | 2010-11          | リーグ1                | 15     | 3      | 1      | 1      | 1            | 0            | 18[d] | 4    |
| サウサンプトン              | 2011-12          | チャンピオンシップ     | 26     | 6      | 0      | 0      | 0            | 0            | 26    | 6    |
| サウサンプトン              | 合計             | 合計                   | 61     | 14     | 2      | 3      | 1            | 0            | 67    | 17   |
| ポーツマス                  | 2012-13          | リーグ1                | 17     | 7      | 0      | 0      | 0            | 0            | 17    | 7    |
| ポーツマス                  | 2013-14          | リーグ2                | 18     | 4      | 1      | 1      | 0            | 0            | 36[d] | 9    |
| ポーツマス                  | 合計             | 合計                   | 35     | 11     | 1      | 1      | 0            | 0            | 52    | 16   |
| オックスフォード・U (loan)  | 2014-15          | リーグ2                | 16     | 4      | 0      | 0      | 0            | 0            | 16    | 4    |
| AFCウィンブルドン           | 2014-15          | リーグ2                | 8      | 1      | 0      | 0      | 0            | 0            | 8     | 1    |
| AFCウィンブルドン           | 合計             | 合計                   | 8      | 1      | 0      | 0      | 0            | 0            | 8     | 1    |
| キャリア通算成績            | キャリア通算成績 | キャリア通算成績       | 462    | 178    | 24     | 11     | 11           | 3            | 522   | 196  |

a. ^ UEFAチャンピオンズリーグ4試合、CL予選1試合を含む
b. ^ 昇格プレーオフ3試合を含む
c. ^ フットボールリーグトロフィー2試合を含む
d. ^ フットボールリーグトロフィー1試合を含む

## 代表歴

### 出場大会
- アイルランド代表
  - 2002 FIFAワールドカップ

### 試合数
- 国際Aマッチ 41試合 9得点（1996年-2005年）[62]

| アイルランド代表 | 国際Aマッチ | 国際Aマッチ |
| 年               | 出場        | 得点        |
| ---------------- | ----------- | ----------- |
| 1996             | 4           | 2           |
| 1997             | 7           | 4           |
| 1998             | 3           | 0           |
| 1999             | 6           | 1           |
| 2000             | 4           | 0           |
| 2001             | 6           | 1           |
| 2002             | 4           | 0           |
| 2003             | 6           | 1           |
| 2004             | 0           | 0           |
| 2005             | 1           | 0           |
| 通算             | 41          | 9           |

### 得点
| #  | 開催日        | 開催地               | 対戦国             | スコア | 結果 | 大会                        |
| -- | ------------- | -------------------- | ------------------ | ------ | ---- | --------------------------- |
| 1. | 1996年6月9日  | フォックスボロ       | アメリカ合衆国     | 0-1    | 2-1  | USカップ                    |
| 2. | 1996年6月12日 | イーストラザフォード | メキシコ           | 1-1    | 2-2  | USカップ                    |
| 3. | 1997年5月21日 | ダブリン             | リヒテンシュタイン | 1-0    | 5-0  | 1998 FIFAワールドカップ予選 |
| 4. | 1997年5月21日 | ダブリン             | リヒテンシュタイン | 2-0    | 5-0  | 1998 FIFAワールドカップ予選 |
| 5. | 1997年5月21日 | ダブリン             | リヒテンシュタイン | 3-0    | 5-0  | 1998 FIFAワールドカップ予選 |
| 6. | 1997年9月6日  | レイキャヴィーク     | アイスランド       | 0-1    | 2-4  | 1998 FIFAワールドカップ予選 |
| 7. | 1999年2月10日 | ダブリン             | パラグアイ         | 2-0    | 2-0  | 親善試合                    |
| 8. | 2001年10月6日 | ダブリン             | キプロス           | 3-0    | 4-0  | 2002 FIFAワールドカップ予選 |
| 9. | 2003年10月9日 | ダブリン             | トルコ             | 1-0    | 2-2  | 親善試合                    |

## 獲得タイトル
クラブ
サンダーランドAFC
- フットボールリーグ・チャンピオンシップ : 2006-07

サウサンプトンFC
- フットボールリーグトロフィー : 2010

個人
- エールステ・ディヴィジ得点王 : 1999-2000
- FAIインターナショナル・フットボール・アワーズ（英語版）年間最優秀若手選手賞部門 : 1997[63]